# Andrew Nagorski
Andrew Nagorski (ur. 1947 w Edynburgu) – amerykański dziennikarz i pisarz. Przewodniczący Rady Dyrektorów Polsko-Amerykańskiej Fundacji Wolności.

## Życiorys
Urodził się w Szkocji. Jego rodzicami byli Polacy, którzy po II wojnie światowej zostali na emigracji. Kilka lat później rodzina przeniosła się do Stanów Zjednoczonych. Studiował historię w Amherst College, pod koniec lat 60. krótko był studentem Uniwersytetu Jagiellońskiego. Jako dziennikarz przez wiele lat był związany z Newsweekiem, pracował jako redaktor i korespondent. W drugiej z tych ról przebywał w Hongkongu, Moskwie (w latach 1980–1982 i w następnej dekadzie), Rzymie, Bonn, Warszawie (pierwsza połowa lat 90.) i Berlinie. Poza angielskim zna cztery języki: polski, rosyjski, niemiecki i francuski. W 2009 został uhonorowany Odznaką Honorową Bene Merito.
Jest autorem książek reportażowych, ale także opracowań historycznych. Ma w dorobku powieść Stacja końcowa – Wiedeń (ang. Last Stop Vienna) z 2003. Jej akcja rozgrywa się w latach 20. XX wieku i ukazuje mechanizm kształtowania się nazizmu. W rzeczywistości powieściowej Adolf Hitler ginie na początku lat 30.

## Polskie przekłady
- Stacja końcowa – Wiedeń, Wyd. Znak, Kraków 2003 (Last stop Vienna, powieść, 2003)[3].
- Największa bitwa: Moskwa 1941–1942, Wyd. Rebis, Poznań 2008 (The Greatest Battle: Stalin, Hitler and the Desperate Struggle for Moscow That Changed the Course of World War II, monografia, 2007)[4].
- Hitlerland. Jak naziści zdobywali władzę, Wyd. Rebis, Poznań 2012 (Hitlerland: American Eyewitnesses to the Nazi Rise to Power, monografia, 2012)[5].
- Łowcy nazistów, Wyd. Rebis, Poznań 2016 (The Nazi Hunters, monografia, 2016)[6].
- 1941. Rok, w którym Niemcy przegrały wojnę, 2019